# Drei Neue Kronjuwelen
Die Drei Neuen Kronjuwelen (jap. (新・)三種の神器, (Shin) Sanshu no Jingi) sind in Japan eine scherzhafte Anspielung auf die drei Kaiserlichen Throninsignien (Sanshu no Jingi: Schwert, Juwel und Spiegel), übertragen auf drei für die Bevölkerung besonders wertvolle Dinge, die das Wirtschaftswunder in Japan dem neuen bürgerlichen Haushalt bescherte.
Dies waren in den:
- 1950er: Schwarz-Weiß-Fernseher, Waschmaschine, Kühlschrank
- 1960er: Farbfernseher (color tv), Auto (car), Klimaanlage (cooler) (auch als 3C bezeichnet)
- 2000er: Digitalkamera, DVD-Recorder, Flachbildfernseher[1]